# The Sims 4: Жизнь в городе
The Sims 4: Жизнь в городе (англ. The Sims 4: City Living) — третье дополнение к компьютерной игре The Sims 4. Выход игры состоялся 1 ноября 2016 года в США. Тема дополнения завязана на городской жизни, возможности симов жить в квартирах многоэтажных зданий, посещать фестивали и принимать участие в общественной жизни мегаполиса. 
Ещё в дополнениях к предыдущим играм серии The Sims выпускались дополнения, тематически связанные с мегаполисом — «The Sims 2: Ночная жизнь» и «The Sims 3: В сумерках». Тем не менее если в них основной темой выступает «ночная», клубная жизнь, а город является скорее декорацией заднего плана, в «Жизнь в городе» разработчики хотели сделать мегаполис центральным местом действия, местом для повседневной жизни, разных мероприятий и наполненным разными культурами. Источником вдохновения служили американские и азиатские мегаполисы. Создание механики жизни в квартире и связанные сценарии — были самой сложной частью разработки. Сан Мишуно также стал самым затратным игровым миром, созданным в истории разработки игр The Sims.
Критики положительно оценили дополнение, назвав его инновационным на фоне других расширений к The Sims 4 и в полной мере компенсирующим недостаток ограниченного пространства миров симулятора жизни и добавляющим новую динамику в общественную жизнь персонажей, которой так не хватает базовой игре. В качестве недостатков указывалось например невозможность самому строить апартаменты, как в «The Sims 2: Переезд в квартиру», ограниченность локаций и повторяемость городских событий.

## Геймплей
Дополнение добавляет город-мегаполис Сан Мишуно (англ. San Myshuno), состоящий из четырёх районов; делового центра, творческого района, модного района, рынка специй и центрального парка. В одном из районов сим может снять квартиру в многоэтажном здании. «Рынок специй» — самый дешёвый район, состоящий из малоэтажной кирпичной постройки и находящийся у берега, рядом с крупным мостом, напоминающим бруклинский мост. «Творческий район» имеет более современную постройку и в его центре располагается художественный музей. «Модный район» представляет собой уже элитные застройки и выполнен в стиле дальневосточного мегаполиса, там же находится караоке-бар и последний — «Деловой район» состоит из самых роскошных пентхаусов с дорогими квартирами, где открывается вид на весь город.
Персонаж в Сан Мишуно может снимать квартиру в многоэтажном доме, каждый дом имеет от одной до четырёх квартир. От того, какую квартиру сим решит снять, будет сильно зависеть и его комфорт. В дешёвой квартире наиболее вероятно сим столкнётся с шумными соседями, крысами, тараканами, поломками и так далее. Дорогие апартаменты же могут иметь по 2-3 этажа. Персонаж должен периодически платить аренду и поддерживать хорошие отношения с арендодателем. Тем не менее есть риск нарваться на недовольных или неадекватных соседей. Внутри квартиры можно строить стены и изменять интерьер. Помимо квартиры, персонаж может жить в пентхаусе, который представляет собой отдельный участок, расположенный на крыше здания.
В городе периодически проходят общественные мероприятия — фестивали, посвящённые разным темам; фестиваль романтики предлагает романтическую атмосферу и сближение персонажей, конкурс рисования и даже спонтанную свадьбу, фестиваль специй предлагает попробовать блюда разных культур, а также принять участие в конкурсе по поеданию острого карри. В фестивале шутки и забавы участники соревнуются в шутках и пакостях, а также наблюдают за фейерверками. Фестиваль Умни-Кон является подходящим местом для программистов и гиков, где можно приходить в косплее и соревноваться в программировании и компьютерных играх. Помимо этого в городе периодически проходят распродажи старых вещей на уличных рынках, где можно приобрести коллекционные вещи, картины или мебель по более дешёвой цене. Сим может рисовать на улице граффити, подрабатывать на улице игрой на музыкальных инструментах или заниматься общественной деятельностью, устраивать акции и митинги. Помимо этого, дополнение добавляет три карьеры; работа в социальных сетях, критик и политик.
«Жизнь в городе» добавляет навык — пение, а также расширяет базовые навыки, такие, как рисование через возможность создавать граффити, и спорт через возможность игры в баскетбол. Среди прочих расширений дополнение вводит торговые лавки с едой/сувенирами, живые статуи, караоке, фейерверки, синтезатор, кальян с пузырями, говорящий унитаз, игровую приставку и многое другое.
| Основной список расширений  | Описание |
| --------------------------- | --- |
| Главная тема дополнения     | Жизнь в квартире, мегаполис |
| Новый игровой мир           | Сан-Мишуно |
| Стиль нового игрового мира  | Мегаполис с американскими и азиатскими элементамиː Манхэттен, Сан-Франциско, Токио, Шанхай                                                                               |
| Новый тип участка           | Караоке-бар, центр творчества |
| Расширение геймплея         | Возможность жить в квартире, черты характера участков, устраивать митинги, выступать уличным музыкантом, фестивали, блошиный рынок                                       |
| Новые навыки                | Пение, игра в баскетбол (спорт), граффити (рисование), синтезатор (пианино)                                                                                              |
| Новые интерактивные объекты | площадка для баскетбола, граффити, стойка оратора, синтезатор, фестивали, лавки с едой, живая статуя, кальян с пузырями, фейерверки, игровая приставка, говорящий туалет |
| Новые карьеры               | политик, социальные сети и критик, карьеры могут быть управляемыми |
| Стиль мебели                | современный с азиатскими элементами, индийский, марокканский, обшарпанный                                                                                                |
| Новые объекты коллекции     | постеры, снежные шары, сувениры |
| новый вид смерти            | отравление рыбой фугу |
| сверхъестественные элементы | квартира с призраками |

## Создание
Команда разработчиков призналась, что Сан Мишуно стал самым сложным ими созданным игровым миром в истории серии The Sims. В процессе разработки города, команда излишне увлеклась созданием её деталей и в результате вызвала гнев у менеджеров, отвечающих за бюджетные средства на разработку дополнения. Грант Родек, продюсер The Sims хотя и признаёт, что Сан Мишуно не является открытым миром, но заметил, что разработчики стремились сделать его более открытым, чем имеющиеся в базовой игре миры. Работая над городом, разработчики желали отразить в нём многообразие культур, в частности «рынок специй» создавался по мотивам старых районов Манхэттена и индийской культуры, творческий район внешне напоминает центр искусств Йерба-Буэна в Сан-франциско. Модный и деловой районы создавались по подобию современных районов в дальневосточных мегаполисах Токио и Шанхае.
Работая над городом, команда разработчиков вдохновлялась дополнением к The Sims 3 — «В сумерках», хотя и признались, что представленный там город Бриджпорт хоть и выглядел внешне, как мегаполис, но даже близко не напоминал его, представляя собой скорее большую декорацию. Данной ошибки команда в дополнении «Жизнь в городе» хотела избежать и показать повседневную жизнь симов в Сан Мишуно, представив город, как живой организм, наполненный разными культурами множеством событий/мероприятий. Другая трудность заключалась в том, что из-за того, что персонажи живут в многоэтажных зданиях, кругозор тоже расширялся в несколько раз, из-за чего дизайнерам приходилось создавать гораздо более крупные и проработанные на детали ландшафты. Это также первый город в The Sims 4, который так много взаимодействовал через фестивали с геймплеем дополнения. 
Одной из главных особенностей дополнения заключается в возможности жить в квартире, это также было самым сложным элементом в разработке. Технически отдельная квартира представляет собой «капсулу». Однако не менее важным, разработчики считали придать жизни в квартире чувство общности. В частности разработчики вдохновлялись такими комедийными сериалами, как Сайнфелд, Друзья, Теория Большого взрыва, Как я встретил вашу маму, где сюжет завязан вокруг жизни в квартирах. Так команда стремилась к воссозданию многих ситуацией из данных историй, для чего создала множество сценариев, звуков и анимаций, при этом следя за тем, чтобы они не повторялись слишком часто или редко. Для этого также приглашались сторонние люди и фанаты The Sims, чтобы те имели возможность опробовать дополнение и указать на его недостатки. При создании квартир в многоэтажных зданиях, разработчикам пришлось долгое время разбираться с проблемой обзора и передвижениям камеры. Пентхаузы были добавлены специально для игроков, любящих проектировать и строить здания. Тем не менее разработчики отказались от возможности самим строить апартаменты, как это было в «The Sims 2: Переезд в квартиру», в частности SimGuruEugi, один из разработчиков The Sims 4, заметил, что сделав возможным построений апартаментов, команда не смогла бы добиться того городского вида, к которому она стремились, в частности в игре имеется ограничение на создание не более пяти этажей, но разработчики хотели изобразить многоэтажные здания с «сотнями окон», будь такие здания элементами строительства, это по мнению разработчика пагубно бы сказалось на производительности компьютера. Помимо этого, разработчики учитывали факт того, что игроки могли бы неправильно построить многоквартирный дом, например поставить недостаточное количество входных дверей, что привело бы к тому, что некоторые функции игры перестали бы работать. SimGuruEugi признался, что это придётся не по душе некоторым игрокам, но из-за ограниченности времени и ресурсов для создания дополнения, разработчикам приходится постоянно идти на компромиссы. По этой же причине было решено отказаться от анимации лифта, чтобы уделить больше внимания другим деталям дополнения.
Отвечая на вопрос, почему вместе с дополнением не были добавлены знаменитости, Грант Родек, продюсер The Sims ответил тем, что многим игрокам в своё время не понравилась добавление знаменитостей в дополнении к The Sims 3 — «В сумерках», при этом разработчики не поняли конкретные причины неудовольствий игроков и пришли к выводу, что история со знаменитостями может повторится и с дополнением «Жизнь в городе». Вместо этого, команда решила больше сосредоточится на разработке фестивалей, общественных мероприятий и проработать стиль города. Отдельно разработчики рассказали о «говорящем унитазе», который создали вдохновляясь японскими технологиями, также они таким образом хотели решить проблему игроков, не заинтересованных в общении с другими симами ради для удовлетворения потребности в общении.

## Утечки, анонс и выпуск
Анонсу третьего дополнения предшествовали ряд событий, в частности летом 2016 года, EA Games приняла решение не анонсировать никаких дополнений на выставке Gamescom, как это делали в предыдущие года. Это быстро вызвало гневную реакцию у фанатов, учитывая на тот момент редкий выпуск дополнений по сравнению с предыдущими частями The Sims. Разработчики ответили на недовольства фанатов, уверив, что за последний год процесс разработки стал более налаженным.
Август и сентябрь 2016 года сопровождался рядом утечек об информации будущего дополнения, в частности 17 августа 2016 года произошла первая утечка из бразильского сайта названия будущего дополнения — «Жизнь в городе». Вскоре аноним, выдающий себя за одного из разработчиков устроил к конце августа и начала сентября серию информационных сливов о предстоящем дополнении, отправляя сообщения по электронной почте администраторам фанатских sims-сообществ. Вскоре данная история вызвала гнев у главного менеджера The Sims 4 — Рейчел Франклин, которая на момент сливов находилась в отпуске. Менеджер обвинила в распространении информации представителей фанатских сообществ и закрыла на официальном форуме рубрику Ask s Guru, где разработчики отвечали на вопросы пользователей. При этом Рейчел позволяла себе грубые слова в адрес фанатов и фанатских сайтов. После конфликта, Рейчел решила добровольно покинуть команду разработчиков.
13 сентября 2016 года состоялся официальный анонс третьего дополнения с выпущенным трейлером и несколькими изображениями. Тогда было объявлено, что дополнение выйдет 3 ноября 2016 года для операционных систем Windows и Mac. Сам выход дополнения состоялся 1 ноября 2016 года в США. Расширение заняло 72 место среди бестселлеров года и 69 место в 2017 году. 14 ноября 2017 года дополнение вышло для игровых приставок Playstation 4 и Xbox One

## Музыка
Следуя традициям, вместе с данным дополнением были добавлены перезаписанными на симлише синглы, в частности свой клип Stop Desire на симлише исполнила канадская инди-поп группа Tegan and Sara. Теган, исполнительница группы отметила, что петь на симлише было невероятно трудно, несмотря на заверения сотрудников EA об обратном. Певица также отметила, что несмотря на её условия, она выглядела более подготовленной чем другие певцы.
Помимо этого, в игру были добавлены ряд композиций в стиле J-pop, этнической музыки и альтернативного рока. Музыкальные композиции, созданные для музыкальной станции «S-pop» исполнялись японскими музыкантами, при этом перевод оригинальных японских текстов на симлиш сопровождался явными трудностями по той причине, что симлиш фонетически копирует английский язык. Для того, чтобы создать удачный текст на симлише, его структура была немного изменена, по этой же причине композиции «S-pop» по своему звучанию похожи на японский язык для постороннего уха. Помимо этого, работники музыкальной студии специально составили путеводитель по произношению Симлиша для того, чтобы в будущем было легче сотрудничать с не англоязычными музыкантами.
| №   | Название                   | Автор(ы)          | жанр/звучит вː                   | Длительность |
| --- | -------------------------- | ----------------- | -------------------------------- | ------------ |
| 1.  | «SHIPS»                    | Кэнъити Судзумура | Spop                             | 4:37         |
| 2.  | «WASTELANDERS»             | Саяка Сасаки      | Spop                             | 5:00         |
| 3.  | «Kinzakura no Chigiri»     | Сюхэй Кита        | Spop                             | 4:19         |
| 4.  | «Philosophy of Dear World» | ZAQ               | Spop                             | 3:49         |
| 5.  | «Happy Traveller»          | Элиас Слитер      | Мир (китайская пипа, сяо)        | 2:57         |
| 6.  | «Grand Souks»              | Джоди Дженкинс    | Мир (арабская табла, канун, уд ) | 2:39         |
| 7.  | «Freygish Dance»           | Мир Моттрэм       | Мир (еврейская, клезмер)         | 2:26         |
| 8.  | «Life Sketches»            | Энджел Лэм        | Мир (японская фуэ)               | 2:52         |
| 9.  | «Kalinka»                  | Игорь Дворкин     | Мир (русская, балалайка)         | 1:43         |
| 10. | «Dilruba»                  | О'Брайен Браун    | Мир (индийская, эсрадж, танпура) | 2:29         |
| 11. | «Spirits Dance»            | HughesKkoshi      | Мир (арабская, табла, канун)     | 1:28         |
| 12. | «Ionika»                   | Дворкин Питток    | Мир (греческая, бузуки)          | 2:07         |
| 13. | «In The Wild»              | Нэйл Уиллиамс     | Мир (бразильская самба)          | 2:11         |
| 14. | «Jasmine Flower»           |                   | Мир (китайская эрху)             | 1:19         |
| 15. | «Thank You»                | All Tvvins        | Альтернативный рок               | 3:37         |
| 16. | «Not What I Needed»        | Car Seat Headrest | Альтернативный рок               | 4:31         |
| 17. | «Something About You»      | Lucius            | Альтернативный рок               | 3:40         |
| 18. | «Just Fire»                | Mating Ritual     | Альтернативный рок               | 4:25         |
| 19. | «Chur Nayavuya»            | The Soaks         | Альтернативный рок               | 3:24         |
| 20. | «We Don't Know»            | The Strumbellas   | Альтернативный рок               | 4:35         |
| 21. | «Way I'm Feeling»          | Тим Уилер         | Альтернативный рок               | 3:29         |
| 22. | «Dreamers»                 | Фрида Сундэмо     | Поп                              | 4:12         |
| 23. | «Bad 4 U»                  | Имед Ройал        | Поп                              | 3:01         |
| 24. | «Worship»                  | Lizzo             | Поп                              | 2:57         |
| 25. | «Wasted Youth»             | Roy English       | Поп                              | 4:36         |
| 26. | «Stop Desire»              | Tegan and Sara    | Поп                              | 3:25         |
| 27. | «Hello Hello»              | Fickle Friends    | Поп                              | 3:31         |

## Восприятие
| Сводный рейтинг    | Сводный рейтинг |
| Агрегатор          | Оценка          |
| ------------------ | --------------- |
| GameRankings       | 86,14 %         |
| Metacritic         | 78 %            |
| Иноязычные издания |                 |
| Издание            | Оценка          |
| WorthPlaying       | 9,3/10          |
| NZGamer            | 90 %            |
| Arcade Sushi       | 8,5             |
| Twinfinite         | 4/5             |
| Multiplayer.it     | 8,0             |
| GamingTrend        | 80 %.           |
| Vandal             | 7/10            |
| Areajugones        | 55 %            |

По версии сайта Pcgamer, дополнение «Жизнь в городе» вошло в список лучших расширений для игр серии The Sims, по мнению редакции, разработчики сумели великолепно воплотить в дополнении суетливую жизнь в «каменных джунглях». Позже тот же сайт назвал дополнение лучшим из всех выпущенных на 2018 год расширений к The Sims 4. Помимо этого, «Жизнь в городе» по состоянию на 2019 год, заняло второе место в рейтинге популярности дополнений, составленных по уровню их использования в течение года после его выпуска. По состоянию на 2020 год, дополнения заняло шестое место в рейтинге лучший дополнений к The Sims 4 со стороны критиков, которые в целом похвалили дополнение за добавленный игровой мир и в целом оригинальный контент.
В частности Джоанна Вуд из The Brock Press заметила, что это первое дополнение для The Sims 4, которое «привносит в игру что-то инновационное, а не просто возвращает некоторые возможности из предыдущих игр „The Sims“». Также Вуд оценила введение элементов разных культур и одежды, которые позволят игроку создать симов с большим национальным разнообразием или в соответствии со свой культурной идентичностью. При этом без данного этнического разнообразия «мир The Sims 4 был слишком похож на Калифорнию».
Гита Джексон из Kotaku заметила, что именно вместе с данным дополнением игра чувствуется живой. Игровой мир стал более открытым, например персонаж может просто выйти на улицу, чтобы пообщаться на площади, в баре со знакомыми или даже посетить фестиваль, в то время, как в базовой игре приходится постоянно звонить по телефону или ждать экраны загрузки, чтобы попасть на очередной участок. Другим несомненным преимуществом критик считает тот факт, что сим, живя в квартире будет постоянно сталкиваться с разными последствиями и соседями, что несомненно делает игру живой и интересной. Похожие слова оставил и рецензент сайта Worthplaying, также сославшись на то, что дополнение «Жизнь в городе» частично восполняет чувство пустоты, пришедшее вместе с выпуском базовой The Sims 4. Квартиры в дополнении, наделённые своими «чертами характера», чувствуются в игре, как живые объекты. Сам город по мнению критика выглядит, как живое, дышащее существо, где сим будет постоянно сталкиваться с соседями или разными событиями. Браунвун Джеймс из Nzgamer заметила, что дополнение компенсирует один из главных недостатков базовой игры — его маленьких и ограниченных миров и во всём склоняет персонажа к социализации и общественной жизни. При этом тема дополнения компромиссная, она идеально пойдёт игрокам, которые любят общаться, но и тем, кто любит изучать игровой мир и искать для сима разные испытания. Брайен Ертнер из Gaming trend заметила с одной стороны схожесть «Жизни в городе» с дополнением к «The Sims 2» — «Переезд в квартиру», тем не менее такие элементы, как общественные пространства и фестивали стали уникальной особенностью данного дополнения. Мир Сан Мишуно ощущается оживлённым, ярким, огромным, хотя он и больше базовых городков, но по прежнему нет такой открытости, как в The Sims 3.
На фоне положительных рецензий, есть одна сдержанная, которую оставил критик испанского сайта Areajugones. Он заметил, что хотя в истории франшизы The Sims уже появлялись дополнения, показывающие крупные города, «Жизнь в городе» впервые предлагает опыт жизни в городе. Хотя критик и признал, что город выглядит ярко, но тем не менее его разочаровал факт того, что игрок не может сам строить апартаменты, а жизнь в квартирах возможно только в Сан Мишуо, также критику не по душе пришлись ограниченные общественные пространства, несмотря на видимость крупного города, сим на участке сможет посетить только 2-4 участка. В общем критик пришёл к выводу, что тема дополнения выглядит амбициозной, но не до конца реализованной.
Ямилия Авендао из Twinfinite указала на недостатки дополнения, в частности того, что разработчики могли бы добавить, но не сделали. Так Ямилия указала на недостаточное количество общественных пространств, самих квартир, невозможность делить съёмочную квартиру с соседом-неуправляемым персонажем, а также однообразность фестивалей, которые быстро надоедают игроку.